# 100万分の1国際図
100万分の1国際図（ひゃくまんぶんのいちこくさいず、IMW: International Map of the World（国際世界地図））は、国際的に合意された規格に基づいて世界で作成された100万分の1の縮尺の地図である。

## 歴史
この構想は、1891年にドイツの地理学者アルブレヒト・ペンクによって提唱されたものである。イギリスが主導して開催された会議の後に1909年からプロジェクトが開始されたが、一部の作業はそれ以前から行われていた。IMWの中央本部はロンドンのイギリス陸地測量部に置かれた。第二次世界大戦後は、国際連合がプロジェクトを引き継いだ。1953年までに、必要な1000枚の図幅のうち400枚しか完成していなかった。これは北米以外の陸地のほとんどがカバーされていたが、多くの図幅は数十年前に作成されたものだった。外洋はほとんどカバーされていなかった。1964年、アメリカの地理学者・地図学者アーサー・H・ロビンソンは、IMWを実用的ではない「地図製作の壁紙」だとして却下した。その後はほとんど更新されず、1989年、ユネスコはこのプロジェクトがもはや実行可能ではないと宣言し、モニタリングを中止した。

## 規格
統一規格では、道路は赤、鉄道や都市は黒で描かれ、全ての注記はラテンアルファベットで書くこととされている。

### マップインデックス・システム

北・中央アジアのマップインデックス。赤道の北側に位置するので、マップインデックスの数字の前に"N"を付ける。
経度方向の間隔が、北緯60度で12度ごと、北緯76度で24度ごとと間隔が長くなっていることに注意。

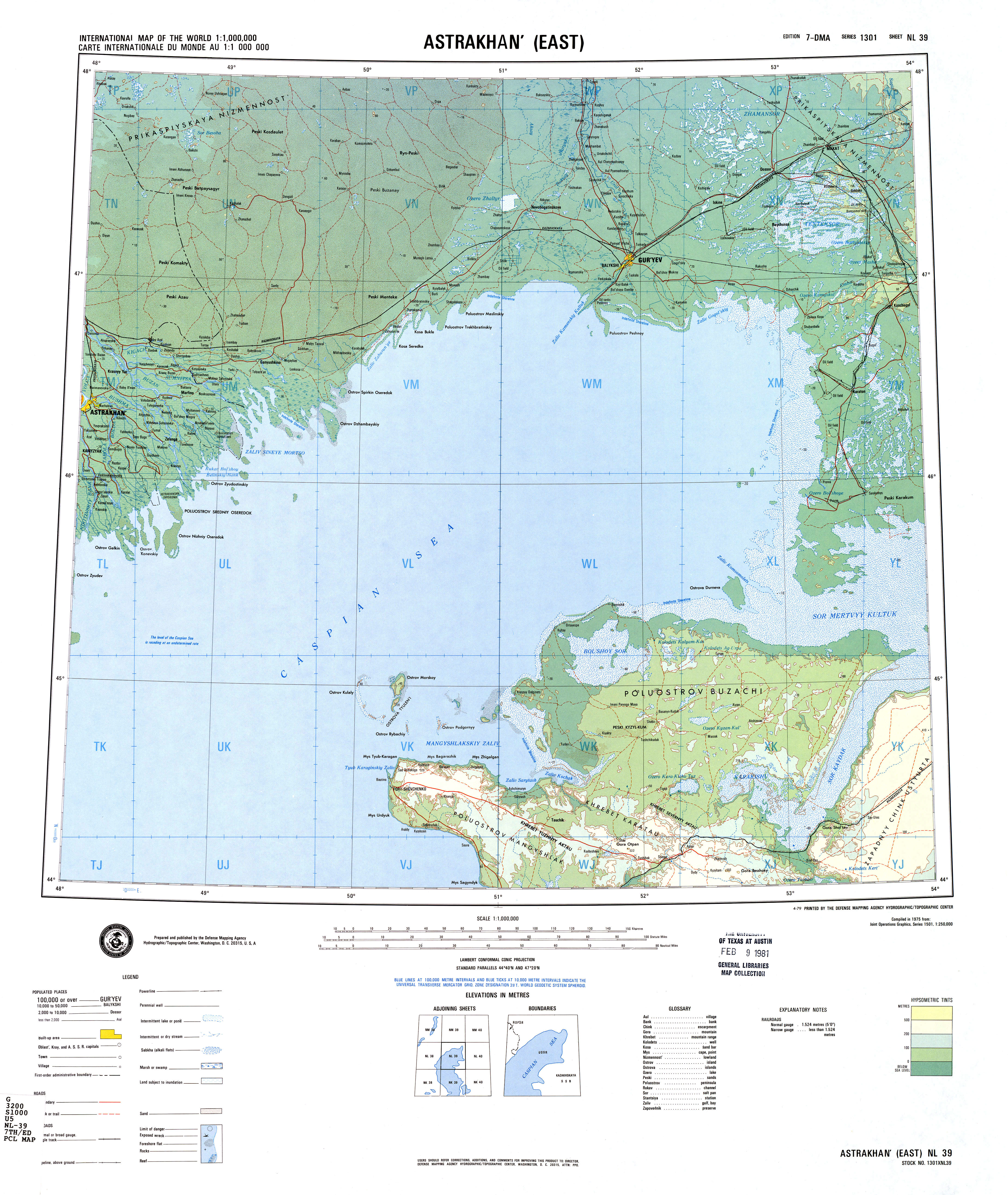
NL 39の地図

IMWでは、個々の地図を指し示すための方式として、全世界を経度6度、緯度4度ごとに分割する「マップインデックス・システム」(map indexing system)が開発された。経度方向（東西方向）の各分割には1 (西経180-174度) から 60 (東経174-180度) までの番号が振られている。緯度方向（南北方向）の各分割にはA（緯度0-4度）からNV（緯度84-88度）までの記号が割り振られ、その前に北半球（北緯）の場合はには"N"、南半球（南緯）の場合には"S"をつける。地球上の任意の地点（極点を除く）は、経度方向と緯度方向に割り当てられた数字と記号によって識別される。以下に例を挙げる。
- NJ-10[8]は北緯36–40度、西経120–126度の範囲であり、北緯37度47分 西経122度25分 / 北緯37.783度 西経122.417度のサンフランシスコが含まれる。
- SG-35[9]は南緯24–28度、東経24–30度の範囲であり、南緯26度12分 東経28度03分 / 南緯26.200度 東経28.050度のヨハネスブルグが含まれる。
- NL-38（右に示す地図）は北緯44–48度、東経48–54度の範囲であり、北緯46度19分 東経48度2分 / 北緯46.317度 東経48.033度のアストラハンが含まれる。
- NI-54[10]は北緯32–36度、東経138–144度の範囲であり、北緯35度42分 東経139度43分 / 北緯35.700度 東経139.717度の東京都が含まれる。

緯度が高くなると経度方向（東西方向）の長さが短くなるため、緯度が60度を超えると経度方向の分割は2倍の12度ごとになる。緯度が76度を超えると再び2倍の24度ごとになる。よって、IMWでは世界が2,160の図幅に分割されることになる。それぞれの図幅は、約23万6千平方キロメートルをカバーする。
このマップインデックス・システムは、現在でもオーストラリア、ロシア、アメリカ合衆国、日本などの国内の地図の索引システムとして使用されている。

### 情報源
- Pearson, Alastair; Taylor, D. R. Fraser; Kline, Karen D.; Heffernan, Michael (2006). “Cartographic ideals and geopolitical realities: international maps of the world from the 1890s to the present”. The Canadian Geographer 50 (2):  149–176. doi:10.1111/j.0008-3658.2006.00133.x. ISSN 0008-3658.
- Pearson, Alastair W.; Heffernan, Michael (2 January 2015). “Globalizing Cartography? The International Map of the World, the International Geographical Union, and the United Nations”. Imago Mundi 67 (1):  58–80. doi:10.1080/03085694.2015.974956. ISSN 1479-7801.